# Eleições gerais na Bolívia em 2019
As eleições gerais da Bolívia de 2019 foram realizadas em 20 de outubro de 2019, e reelegeram o presidente boliviano Evo Morales. Mais 130 deputados e 36 senadores também foram eleitos para o período de governo 2020-2025. Um eventual escrutínio na eleição presidencial seria realizado em 15 de dezembro de 2019.
Em 27 de janeiro de 2019 os militantes votaram nas primárias para eleger as nove chapas presidenciais que competiam em candidaturas únicas
O resultado das eleições foi contestado, gerando violentos protestos por todo o país.

## Sistema eleitoral
Os ocupantes da Presidência e Vice-Presidência do Estado Plurinacional são eleitos por um distrito nacional. No caso de nenhum candidato presidencial atingir mais de 50% dos votos válidos; ou um mínimo de 40%, com uma diferença de 10% em relação ao segundo candidato mais votado, será realizada uma segunda rodada eleitoral.
O Senado será eleito em 9 distritos departamentais com quatro assentos cada. Será usado o sistema proporcional.
Para a Câmara dos Deputados, serão eleitos em 9 distritos departamentais e distribuídos em assentos de membro único, multi-membro e especial. Em cada departamento, assentos multi-membros serão atribuídos através do sistema proporcional. Em cada circunscrição uninominal será escolhida por maioria simples do sufrágio, em caso de empate será realizada um segundo turno. Nos assentos especiais, será por maioria simples de votos válidos com segundo turno em caso de empate.

## Antecedentes

### Reeleição presidencial
Em 21 de fevereiro de 2016 foi realizado um referendo para a reeleição presidencial, resultando na rejeição do projeto de reforma constitucional, com a vitória do "Não" com 51,30% dos votos contra o "Sim" com 48,70%.
Em 28 de novembro de 2017, o Tribunal Plurinacional Constitucional decidiu a favor das reeleições de todo cidadão, baseando-se no artigo 256 da Constituição e nas normas sobre Direitos Políticos da Convenção Americana sobre Direitos Humanos Também declara como inconstitucional a expressão "uma única vez de maneira contínua" e "continuamente apenas uma vez" da Lei do Regime Eleitoral. Com este resultado da decisão, autoriza o presidente Evo Morales a voltar a candidatar-se para as eleições gerais de 2019.
A presidente do Tribunal Supremo Eleitoral, Katia Uriona indicou que o referendo “está vigente", é de "cumprimento obrigatório" e "vinculante". Ademais observou que 155 dias antes das eleições gerais de 2019, iria pronunciar-se sobre a habilitação como candidato.

### Lei de Organizações Políticas
Em 25 de agosto de 2018, a Câmara dos Deputados aprovou o projeto de lei sobre organizações políticas. Entre as medidas do projeto de lei, são estabelecidas eleições primárias presidenciais, financiamento estatal e cancelamento de partidos políticos devido ao racismo e discriminação; e participação comprovada em golpes, sedição e separatismo. O Corpo Plurinacional Eleitoral indicou que o projeto de lei "tornaria a organização e a administração de eleições primárias tecnicamente inviáveis". A lei foi promulgada em 4 de setembro.

## Organização e cronograma eleitoral
O cronograma do processo das eleições gerais de 2019 será o seguinte:
2018
- 19 de outubro – Convocação a eleições primárias presidenciais
- 24 de outubro – Prazo para entrega de livros de militantes
- 13 de novembro – Apresentação da solicitação de aliança eleitorais
- 23 de novembro – Último dia para a obtenção da pessoa jurídica de organização políticas em trâmite
- 28 de novembro – Inscrição de candidatos às eleições primárias presidenciais
- 8 de dezembro – Publicação de candidatos habilitados a eleições primárias presidenciais

2019
- 27 de janeiro – Eleições primárias presidenciais

## Candidatos

### Movimento ao Socialismo
O Supremo Tribunal Eleitoral rejeitou a candidatura da chapa de Rafael Quispe e Juana Calle porque deveria ter sido apresentada pelos "representantes ou delegados credenciados do partido".
Presidente
- Evo Morales: Em 30 de novembro de 2017, ele anunciou sua candidatura para as eleições de 2019. Esta candidatura é considerada inconstitucional desde que os atuais governantes perderam o referendo realizado em 21 de fevereiro de 2016, no qual o país foi consultado sobre se concordava em modificar o artigo 168 da Constituição para permitir a reeleição dos atuais presidentes. Na consulta o Não se impôs com 52% ante 48% do Sim, pelo que o Presidente Evo Morales e o Vice Presidente Álvaro García Linera seriam desclassificados como candidatos nas eleições de 2019
- O 30 de novembro de 2017 anunciou sua candidatura às eleições de 2019. Esta candidatura é considerada inconstitucional já que os actuais governantes perderam o referendo verificado o 21 de fevereiro de 2016, no que se consultou ao país se estava de acordo com modificar o artigo 168 da Constituição para permitir assim a repostulación dos actuais mandatários; na consulta impôs-se o Não com 52% em frente ao 48% do Sim, pelo que o presidente Evo Morais e o vice-presidente Álvaro García Linera estão inhabilitados como candidatos nas eleições de 2019; não obstante o anterior, o Tribunal Supremo Eleitoral (TSE) anunciou o 4 de dezembro que a candidatura de Evo Morais e Álvaro García se encontrava habilitada.[18][19][20]

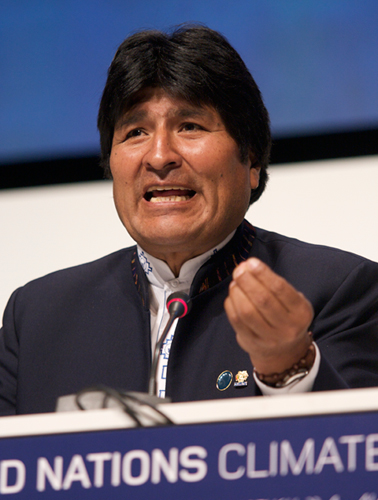
Evo Morales

Vice-presidente
- Álvaro García Linera: A coordenação do Movimento ao Socialismo tem insistido na reeleição da dupla para a vice-presidência.[21] O vice-presidente anunciou que "não voltaria a concorrer" nas eleições de 2019.[22]
- Representante da Central Operária Boliviana: O secretário executivo da Central Operária Boliviana, Juan Carlos Guarachi, assinalou um pedido da  organização sindical para ter um representante operário à vice-presidência.[23]

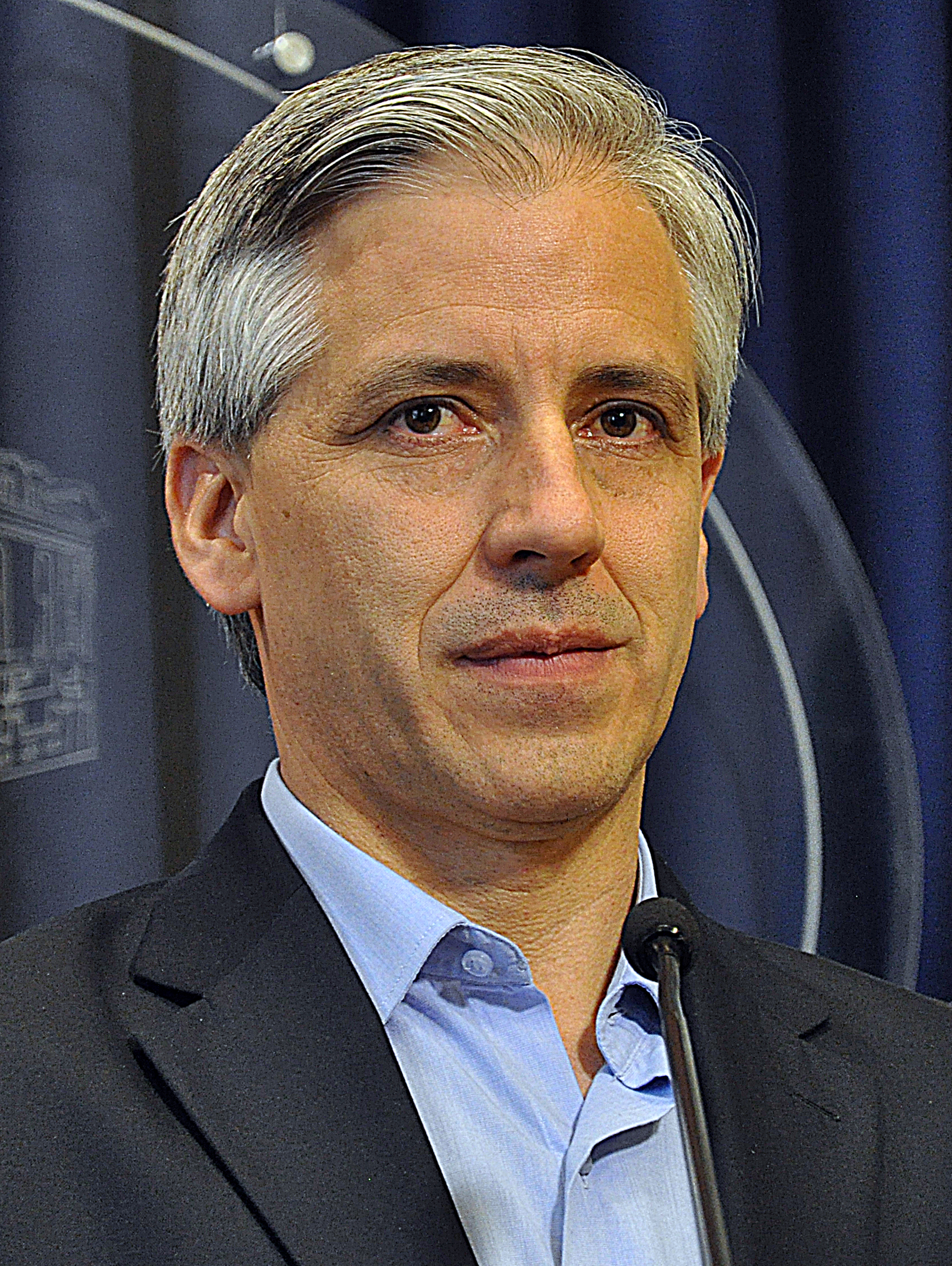
Álvaro García Linera

### Partido Democrata Cristão
Presidente
- Jaime Paz Zamora: Na segunda-feira, 22 de outubro de 2018, apresentou sua candidatura apoiado pelo PDC e o Movimento de Esquerda Revolucionária (MIR). Sua candidata a vice-presidente é a advogada Paola Barriga.[24]
- Norma Piérola: Na quarta-feira, 31 de outubro de 2018, a deputada do PDC anunciou sua candidatura às eleições nacionais por uma facção do PDC.[25]

Finalmente os candidatos serão Chi Hyun Chung (presidente) e Barriga (vice-presidente)
O pastor evangélico Chi Hyun Chung, às vezes comparado ao presidente brasileiro Jair Bolsonaro, define-se como "um capitalista cristão" e considera Evo Morales como "um centrista que lidera um sistema comunista". Ele defende posições muito conservadoras, percebidas como misóginas e homofóbicas. Defende um toque de recolher para todos os menores, acredita que "uma mulher deve ser educada para se comportar como tal" e que os homossexuais devem receber cuidados psiquiátricos para recuperar a sua "identidade sexual inata".

### Comunidade Cidadã (Fri-Sol.bo)
Presidente
- Carlos Mesa: o ex-presidente anunciou em 6 de outubro de 2018 sua candidatura presidencial com o apoio da Frente Revolucionária de Esquerda (FRI).[27] A FRI inscreveu sua candidatura às primárias de janeiro em conjunto com o Soberania e Liberdade (Sol.bo), que apresenta o ex ministro de estado Gustavo Pedraza como o candidato a vice-presidente que acompanhará Mesa.[19]

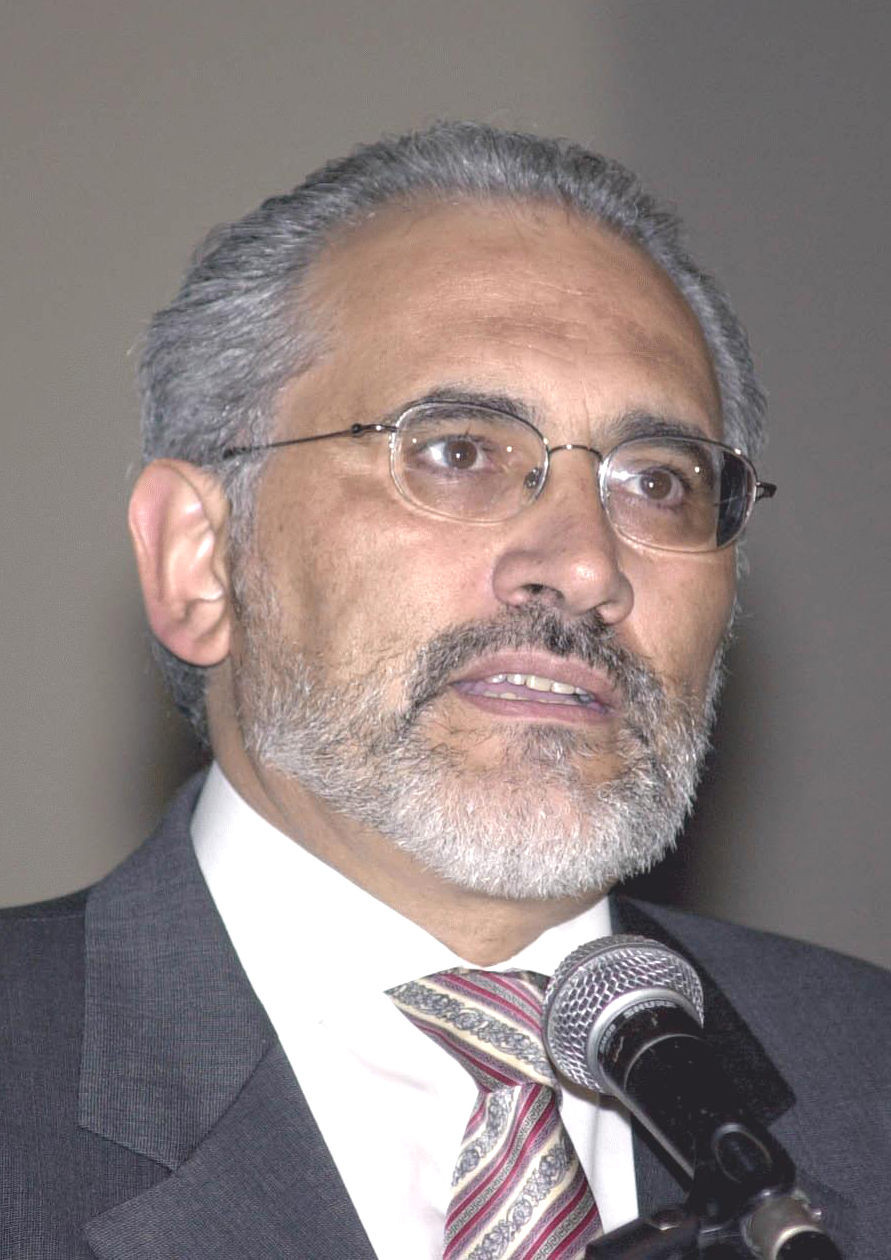
Carlos Mesa

### Outros
- Virginio Lema: A coordenação do Movimento Nacionalista Revolucionário (MNR) apresentou a candidatura presidencial de Lema, com Fernando Untoja como candidato a vice-presidente.[19]
- Félix Patzi: Em 1 de outubro de 2018, depois de o Tribunal Supremo Eleitoral ter aprovado a pessoa jurídica do partido Movimento Terceiro Sistema (MTS), Patzi anunciou sua candidatura a presidente e que não faria alianças com outros partidos de oposição.[28][19]
- Ruth Nina: O Partido de Ação Nacional Boliviano (PAN-BOL) inscreveu sua candidatura à presidência, com Leopoldo Chui como candidato a vice-presidente.[19]
- Victor Hugo Cárdenas: O ex-vice-presidente confirmou em 14 de novembro de 2018 sua candidatura à presidência pela partido Unidade Cívica Solidariedade (UCS).[29] Humberto Peinado será seu candidato a vice-presidente.[19]
- Oscar Ortiz : Afirmando-se de direita, exige o "retorno à democracia" e opta por atacar principalmente Carlos Mesa, a quem acusa de ser um falso opositor e de ter recebido dinheiro para concorrer como candidato.[26]

## Pesquisas
Referência de cor
     – Primeiro lugar
     – Segundo lugar
     – Terceiro lugar
2017
| Pesquisadora       | Fonte | Data          | Evo Morales | Carlos Mesa | Álvaro García Linera | Rubén Costas | Samuel Doria Medina | Jorge Quiroga | Luis Revilla | Félix Patzi | Outro | Branco/Nulo | Não sabe/Não respondeu |
| ------------------ | ----- | ------------- | ----------- | ----------- | -------------------- | ------------ | ------------------- | ------------- | ------------ | ----------- | ----- | ----------- | ---------------------- |
| Mercados e Mostras |       | Janeiro-2017  | 31%         | 16%         | -                    | 9%           | 10%                 | 4%            | 2%           | 4%          |       |             | 14%                    |
| Mercados e Mostras |       | Março-2017    | 26%         | 20%         | -                    | 8%           | 12%                 | 4%            | 2%           | 3%          |       |             | 12%                    |
| Mercados e Mostras |       | Maio-2017     | 29%         | 21%         | -                    | 5%           | 7%                  | 2%            | -            | 2%          | 4%    |             | 13%                    |
| Captura Consulting |       | Sep/Oct-2017  | 37%         | 20%         | -                    | 10%          | 5%                  | 3%            | -            |             |       |             |                        |
| Captura Consulting |       | Sep/Oct-2017  | -           | 24%         | 17%                  | 13%          | 7%                  | -             | 4%           |             |       |             |                        |
| Captura Consulting |       | Novembro-2017 | 31,2%       | 19,9%       | -                    | 13,3%        | 6,1                 | 3,8%          | -            |             |       |             |                        |
| Captura Consulting |       | Novembro-2017 | -           | 24%         | 16%                  | 15%          | 6%                  | 4%            | -            |             |       |             |                        |

2018
| Pesquisadora       | Fonte | Data             | Evo Morales | Carlos Mesa | Rubén Costas | Samuel Doria Medina | Waldo Albarracín | Luis Revilla | Jorge Quiroga | Félix Patzi | Outro | Branco/Nulo | Não sabe/Não respondeu |
| ------------------ | ----- | ---------------- | ----------- | ----------- | ------------ | ------------------- | ---------------- | ------------ | ------------- | ----------- | ----- | ----------- | ---------------------- |
| Mercados e Mostras |       | Janeiro-2018     | 22%         |             | 15%          | 13%                 |                  | 7%           | 5%            | 4%          |       |             | 10%                    |
| Mercados e Mostras |       | Março/Abril-2018 | 24%         |             | 14%          | 8%                  | 10%              | 5%           |               | 3%          |       |             |                        |
| Captura Consulting |       | Março-2018       | 27%         | 18%         | 9%           | 4%                  | 2%               | 4%           | 2%            | 3%          |       |             |                        |
| Captura Consulting |       | Maio-2018        | 27%         | 23%         | 11%          | 7%                  |                  |              | 2%            |             |       |             |                        |
| Mercados e Mostras |       | Julio-2018       | 27%         | 25%         | 8%           | 7%                  | 2%               | 3%           | 2%            | 2%          |       |             | 6%                     |
| IPSOS              |       | Agosto-2018      | 29%         | 27%         | 7%           | 9%                  |                  | 3%           |               |             | 8%    |             | 5%                     |
| IPSOS              |       | Outubro-2018     | 39%         | 25%         | 6%           | 4%                  |                  |              | 3%            |             | 7%    |             | 16%                    |
| Tal Qual           |       | Outubro-2018     | 35%         | 31%         |              | 11%                 |                  |              |               |             | 7%    |             | 16%                    |
| Mercados e Mostras |       | Novembro-2018    | 29%         | 34%         |              | 10%                 |                  |              |               |             |       |             |                        |
| Mercados e Mostras |       | Dezembro-2018    | 30%         | 39%         | 4%           | 2%                  | 3%               | 2%           | 0%            | 0%          | 0%    |             | 20%                    |

2019
1º Trimestre
| Pesquisadora       | Fonte | Data                   | Evo Morales | Carlos Mesa | Óscar Ortiz | Jaime Paz Zamora | Víctor Hugo Cardenas | Félix Patzi | Virginio Lema | Ruth Nina | Israel Rodríguez | Branco/Nulo | Não sabe/Não respondeu |
| ------------------ | ----- | ---------------------- | ----------- | ----------- | ----------- | ---------------- | -------------------- | ----------- | ------------- | --------- | ---------------- | ----------- | ---------------------- |
| Mercados e Mostras |       | Janeiro-2019           | 32%         | 32%         | 4%          | 3%               | 2%                   | 2%          | 0%            | 0%        | 0%               |             | 25%                    |
| Captura Consulting |       | Janeiro/Fevereiro-2019 | 33.4%       | 21.9%       | 6.2%        |                  |                      |             |               |           |                  | 18%         | 13.7%                  |
| Tal Qual           |       | Fevereiro-2019         | 35.6%       | 30.5%       | 6.6%        |                  |                      |             |               |           |                  |             | 16.7%                  |
| Mercados e Mostras |       | Fevereiro-2019         | 31%         | 30%         | 7%          | 3%               | 2%                   | 2%          |               |           |                  |             | 25%                    |
| Tal Qual           |       | Março-2019             | 35, 6%      | 30,3%       | 7,3%        | 3%               | 4%                   | 0,8%        | 2,1%          | 0,3%      |                  |             | 16,4%                  |

2º Trimestre
| Pesquisadora         | Fonte | Data       | Evo Morales | Carlos Mesa | Óscar Ortiz | Jaime Paz Zamora | Víctor Hugo Cardenas | Félix Patzi | Virginio Lema | Ruth Nina | Israel Rodríguez | Branco/Nulo | Não sabe/Não respondeu |
| -------------------- | ----- | ---------- | ----------- | ----------- | ----------- | ---------------- | -------------------- | ----------- | ------------- | --------- | ---------------- | ----------- | ---------------------- |
| Estudos e Tendências |       | Abril-2019 | 26,4%       | 21,1%       | 5,7%        |                  |                      | 2,6%        | 7,7%          |           |                  | 9%          | 21%                    |
| IPSOS                |       | Abril-2019 | 33%         | 25%         | 7%          | 3%               | 2%                   |             |               |           |                  |             | 7%                     |
| Mercados e Mostras   |       | Abril-2019 | 34%         | 28%         | 8%          | 1%               | 1%                   | 3%          | 1%            |           |                  |             | 24%                    |
| Tal Qual             |       | Maio-2019  | 38,1%       | 27,1%       | 8,7%        | 2,8%             | 3,6%                 | 1,3%        | 1,9%          | 0,5%      | 0%               |             | 16,2%                  |